# Fernando Mendes (actor)
Fernando Mendes (Lisboa, 9 de marzo de 1963) es un actor, humorista y presentador de televisión portugués, conocido por presentar el programa O preço certo, en RTP1, desde 2003. Según la prensa, Mendes es el rostro con mayor salario de la emisora pública portuguesa.

## Biografía
Nacido en Lisboa, es hijo del también humorista Vítor Mendes. Interesado por la actuación desde joven, debutó con 17 años como actor de revista y con 21 años hizo su primera aparición en televisión. A nivel nacional se dio a conocer como actor secundario en dos series cómicas de RTP: Nico d’Obra (1993-1996), con Nicolau Breyner, y Nós os Ricos (1996-1999), protagonizada por Rosa do Canto. También fue uno de los cómicos recurrentes en la variante portuguesa del Un, dos, tres.
Desde septiembre de 2003 es el presentador de O preço certo en RTP1, la versión portuguesa de El precio justo. Durante más de veinte años, Mendes ha aportado al formato un estilo propio humorístico, con improvisaciones y un notable protagonismo del público, que le ha convertido en una de las figuras más queridas de Portugal. El programa ha sido líder de audiencia tanto en su versión diaria (de 19:00 a 20:00) como en los especiales rodados en exteriores.
En 2020 fue homenajeado por el presidente de Portugal, Marcelo Rebelo de Sousa, en reconocimiento a sus cuatro décadas de trayectoria.